# Soldados de Salamina
Pour plus de détails, voir Fiche technique et Distribution.
Soldados de Salamina est un film espagnol réalisé par David Trueba, 2003. Il s'agit d'une adaptation du roman Les Soldats de Salamine de Javier Cercas.

## Synopsis
Lorsque la professeure et écrivaine Lola Cercas est chargée d'écrire une chronique dans le journal sur la guerre civile espagnole, elle découvre les circonstances de la mort de Rafael Sánchez Mazas. Abandonnant son article, elle cherche à mieux connaître Rafael, ancien écrivain et journaliste revenu en Espagne depuis l'Italie de Mussolini et qui a fondé le parti fasciste La Phalange, devenant conseiller du leader Jose Antonio Primo de Rivera. 
Lorsque le Front populaire remporte les élections en 1936, la Phalange devint illégale et, plus tard, survient un coup d'État militaire. Rafael échappe miraculeusement à la fusillade et est épargné par un soldat inconnu. Lola décide d'écrire un livre sur cet événement et de révéler l'identité du soldat inconnu. Mais elle connaît trop peu de choses sur cet inconnu jusqu'à ce que le travail d'un étudiant sur l'ancien soldat Miralles, lui permette de retrouver toutes les pièces du dossier.

## Fiche technique
- Titre : Soldados de Salamina
- Réalisation : David Trueba
- Scénario : David Trueba, d'après le roman éponyme de Javier Cercas
- Production : Andrés Vicente Gómez, Cristina Huete
- Photographie : Javier Aguirresarobe
- Montage : David Trueba
- Direction artistique : Salvador Parra
- Costumes : Lala Huete
- Effets spéciaux : Pedro Moreno et Emilio Ruiz del Río
- Pays d'origine : Espagne
- Format : Couleurs - Blanc et noir
- Genre : Drame
- Durée : 119 minutes
- Date de sortie : 
  -  Espagne : 21 mars 2003

## Distribution
- Ariadna Gil : Lola
- Ramon Fontserè : Rafael Sánchez Mazas
- Joan Dalmau : Miralles
- María Botto : Conchi
- Diego Luna : Gastón
- Alberto Ferreiro : Jeune milicien
- Luis Cuenca : Père de Lola
- Lluís Villanueva : Miquel Aguirre
- Julio Manrique : Pere Figueras
- Ivan Massagué : Quim Figueras à 20 ans
- Bruno Bergonzini : Daniel Angelats à 20 ans
- Éric Caravaca : Camarade de Dijon
- Vahina Giocante : Assistante sociale de Dijon

## Récompenses et distinctions
- Lauréat du prix Goya de la meilleure photographie (Javier Aguirresarobe) et nommé pour 7 prix Goya, dont meilleur film, meilleur réalisateur (David Trueba), meilleur scénario adapté (David Trueba), meilleure actrice (Ariadna Gil), meilleur second rôle masculin (Joan Dalmau), meilleur second rôle féminin (María Botto) et meilleurs effets spéciaux (Pedro Moreno et Emilio Ruiz del Río)